# Gisela Ortiz León
Gisela Noemí Ortiz León (Oaxaca, México, 6 de julio de 1987) es una astrofísica mexicana. 

## Trayectoria
Obtuvo el grado de licenciatura en Física; maestría en ciencias, con especialidad en Astronomía y el doctorado en ciencias, con especialidad en Astrofísica por la Universidad Nacional Autónoma de México. Es investigadora postdoctoral en el Instituto Max Planck de Radioastronomía, en Bonn.  Además formó parte del equipo que descubrió un planeta similar a Saturno, llamado llamado TVLM 513b .  Contribuyó para obtener la primera imagen de la sombra de un horizonte de sucesos de un agujero negro y fue reconocida con el premio Breakthrough en física fundamental que comparte con el consorcio Event Horizon Telescope (EHT) Además, colabora en el proyecto Gould Belt Survey, destinado a medir la distancia a varios cientos de estrellas.

## Líneas de investigación
Su área de investigación es la radioastronomía, midiendo la posición y  movimiento en el espacio de las estrellas en el cielo para lo cual desarrolló una metodología que permite medir con alta precisión las distancias en longitudes de onda. En la actualidad su trabajo se enfoca en la interferometría de línea de base muy larga (VLBI).

## Publicaciones
Entre sus publicaciones más destacadas se encuentran:
- Salvador Curiel, Gisela N. Ortiz-León, Amy J. Mioduszewski y Rosa M. Torres, 2020 “An Astrometric Planetary Companion Candidate to the M9 Dwarf TVLM 513–46546”, the Astronomical Journal, 160, 97.
- Gisela N. Ortiz-León, Karl M. Menten, Tomasz Kaminski, Andreas Brunthaler, Mark J. Reid, y Romuald Tylenda, 2020 “SiO maser astrometry of the red transient V838 Monocerotis”, Astronomy & Astrophysics, 638, 17.
- Gisela N. Ortiz-León, Michael Johnson, et al., 2016, “The Intrinsic Shape of Sagittarius A* at 3.5-mm Wavelength”, the Astrophysical Journal, 824, 40.

## Premios y reconocimientos
- Breakthrough Prize in Fundamental Physics, compartido con la colaboración del Event Horizon Telescope) y otorgado por The Breakthrough Prize Foundation - 2020[4]
- Premio a la mejor tesis doctoral de Astronomía en México, periodo 2017-2018. Otorgado por la División de Astrofísica de la Sociedad Mexicana de Física. El cual se le otorgó por el desarrollo de una metodología que permite medir con alta precisión y exactitud las distancias en longitudes de ondas de radio - 2017[10]
- 2019 Diamond Achievement Award (compartido con la colaboración del Event Horizon Telescope). Otorgado por The National Science Foundation - 2019[11]
- Medalla al Mérito Universitario “Alfonso Caso”. En reconocimiento a su desempeño durante sus estudios de posgrado, otorgada por la UNAM - 2017[12]
- IAU 2017 PhD Prize. Premio a la mejor tesis de doctorado, año 2017, división Astronomía Fundamental. Otorgado por la Unión Astronómica Internacional.[13][14][7]
- Sistema Nacional de Investigadores, 2018 - 2020